# Pareuplexia pallidimargo
Pareuplexia pallidimargo là một loài bướm đêm trong họ Noctuidae.